# Se dice de mí (programa de televisión)
Se dice de mí (estilizado y abreviado como SDDM) es una programa de televisión colombiano que se estrenó el 25 de julio de 2015 en Caracol Televisión.

## Sinopsis
Es un programa televisivo que trata sobre la carrera profesional de los personajes de la farándula colombiana.

Y algunos programas importantes.
En cada semana es entrevistado por programa dependiendo lo que sea (a una celebridad o a un programa televisivo), contando su historia que es narrada por el autor y/o también por los familiares del mismo que son interrogados para dar más detalles, en el entorno donde la persona se desempeña.
Es la primera vez que en un programa televisivo colombiano se entrevistan a personajes o las historias de programas importantes, para abordar sobre temas de su historia y/o la vida privada dependiendo lo que sea.

## Entrevistas

### Celebridades
(†): En lo general, son narrados por los familiares y/o amigos de artista o actor fallecido señalado.
- Faustino Asprilla (Exfutbolista)
- Kaleth Morales (†) (Cantante)
- Lady Noriega (Actriz y cantante)
- Luly Bossa (Actriz)
- Silvestre Dangond (Cantante)
- Natalia Paris (Modelo y empresaria)
- Maluma (Cantante)
- Fabiola Posada (Humorista)
- Carolina Cruz (Modelo y Presentadora)
- Endry Cardeño (Actriz)
- María Mónica Urbina (Exreina de belleza)
- Jhonny Rivera Valencia (Cantante)
- Jéssica Cediel (Modelo y Presentadora)
- Naren Daryanani (Actor)
- Sandra Muñoz (Modelo)
- Charlie Zaa (Cantante)
- Giovanny Ayala (Cantante)
- Iván René Valenciano (Exfutbolista)
- Paula Andrea Betancourt (Modelo y exreina de belleza)
- Carlos "El Mono" Sánchez (Humorista)
- Rafael Orozco (†) (Cantante)
- Paola Turbay (Exreina de belleza y Actriz)
- Galy Galiano (Cantante)
- Lina Tejeiro (Actriz)
- Fernando González Pacheco (†) (Animador y Presentador)
- Gloria Valencia de Castaño (†) (Presentadora)
- Vargasvil (Humorista)
- Jaime Garzón (†) (Humorista)
- Alfonso Lizarazo (Presentador)
- Ilona (Cantante)
- José Ordóñez Jr. (Humorista)
- Paola Rey (Actriz y Modelo)
- José Luis Rodríguez "El Puma" (Cantante y Actor)
- Viena Ruiz (Presentadora)
- Freddy Rincón (Exfutbolista)
- Jesús Hernán Orjuela Pardo "Padre Chucho" (Sacerdote y presentador)
- Marilyn Patiño (Actriz)
- Sandra Reyes (Actriz)
- Carlos Vives (Cantante)
- Natalia Ponce de León (Universitaria)
- Mabel Lara (Presentadora)
- Carlos Muñoz (†) (Actor)
- Andrea Nocetti (Actriz)
- Carlos Benjumea (Actor)
- Lady Tabares (Actriz)
- Marbelle (Cantante y actriz)
- Darío Gómez (Cantante)
- Adriana Arango Muñoz (Periodista)
- Siam (Cantantes)
- Gerardo Bedoya (Futbolista)
- Jean Carlos Centeno (Cantante)
- Kevin Roldán (Cantante)
- Lina Marulanda (†) (Modelo y Presentadora)
- Los Hermanos Zuleta (Cantantes)
- Pastor López (Cantante)
- Aura Cristina Geithner (Actriz y modelo)
- Hernán Orjuela (Presentador)
- Juan Pablo Montoya (Piloto de autos)
- Luis Alberto Posada (Cantante)
- Jairo Alonso Vargas (Presentador y Locutor)
- Edgar Perea (†) (Narrador y Periodista)
- Jorge Barón (Presentador)
- Jorge Alí Triana (Director de Cine y Televisión)
- Jota Mario Valencia (†) (Presentador)
- Julio Sánchez Cristo (Presentador y Locutor)
- Manolo Bellón (Periodista Musical)
- Maleja Restrepo (Presentadora y Actriz)
- Xiomara Xibillé (Actriz y Presentadora)
- Rafael Santos (Cantante)
- Cecilia Navia (Actriz)
- Valentina Lizcano (Actriz)
- Jairo Varela (†) (Cantante)
- Mauricio Serna (Exfutbolista)
- Diana Hoyos (Cantante y actriz)
- Martha Isabel Bolaños (Actriz y Modelo)
- Pipe Bueno (Cantante)
- Martha Liliana Ruiz (Actriz)
- Julio Sánchez Cóccaro (Actor)
- Andrea Tovar (Reina de belleza)
- Joe Arroyo (†) (Cantante)
- Andrea Guzmán (Actriz)
- Victor Hugo Aristizabal (Exfutbolista)
- Álvaro Lemmon (Humorista)
- Chino & Nacho (Cantantes)
- Orlando Valderrama (Cantante)
- Helga Díaz (Actriz)
- Carlos Benjumea (Comediante)
- Reykon (Cantante)
- Maía (Cantante)
- Peter Manjarres (Cantante)
- Juan Pablo Raba (Actor)
- Alejandra Sandoval (Actriz)
- Yuli Ferreira (Actriz)
- Yeison Jiménez (Cantante)
- Linda Palma (Presentadora y Modelo)
- Don Omar (Cantante)
- Yolanda Rayo (Cantante)
- Wisin (Cantante)
- Richie Ray & Bobby Cruz (Cantantes)
- Katherine Siachoque (Actriz)
- Gregorio Pernía (Actor)
- Jorge Andrés Alzate (Cantante)
- Adriana Bottina (Cantante)
- Danna García (Actriz)
- Johanna Fadul (Actriz)
- Enrique Colavizza (Humorista)
- Carolina Gaitán (Actriz)
- Patricia Silva (Humorista)
- Alfredo Gutiérrez (Cantante)
- Sara Uribe (Modelo)
- Andy Montañez (Cantante)
- Ana María Trujillo (Actriz y Presentadora)
- Adriana Silva (Actriz)
- Sebastián Eslava (Actor)
- Lisandro Meza (Cantante)
- Andrés Cepeda (Cantante)
- Dolcey Gutiérrez (Cantante)
- Manuel Teodoro (Presentador)
- Carolina Acevedo (Actriz)
- Flora Martínez (Actriz y Cantante)
- Guillermo Orozco (Humorista)
- Jhon Alex Castaño (Cantante)
- Natasha Klauss (Actriz)
- Pedro Palacio (Actor)
- Elianis Garrido (Presentadora y Actriz)
- Eddy Herrera (Cantante)
- Juan Pablo Llano (Actor)
- Tania Robledo (Actriz)
- J Álvarez (Cantante)
- Sara Corrales (Actriz y Modelo)
- Fabián Ríos (Actor)
- Maritza Rodríguez (Actriz)
- Omar Murillo (Actor)
- Nelson Polanía (Humorista)
- Chyno Miranda (Cantante)
- Shakira (Cantante)
- Carolina López (Actriz)
- Jon Secada (Cantante)
- Silvia Pasquel (Actriz)
- Rafael Santos Díaz (Cantante)
- Andy Rivera (Cantante)
- Jimmy Vásquez (Actor)
- Ana Victoria Beltrán (Actriz)
- Iván Sánchez (Cantante)
- Jerónimo Cantillo (Actor)
- Lorena Meritano (Actriz)
- Raúl Santi (Cantante)
- María Elisa Camargo (Actriz)
- Teófilo Gutiérrez (Futbolista)
- Luis Alberto Posada (Cantante)
- Greeicy Rendón (Actriz y Cantante)
- Luis Fernando Salas (Actor)
- María Auxilio Vélez (Humorista)
- Sebastián Yatra (Cantante)
- Juliana Velásquez (Actriz y Cantante)
- Diomedes Díaz (†) (Cantante)
- Martín Elías (†) (Cantante)
- Fanny Lu (Cantante)
- Natalia Jiménez (Cantante)
- Andrés Sandoval (Actor)
- Sergio Vargas (Cantante)
- Luis Fernando Múnera (Actor)
- Carmenza González (Actriz)
- Miguel Morales (Cantante)
- Los Tigres del Norte (Grupo Musical)
- Aura Helena Prada (Actriz)
- Aleks Syntek (Cantante)
- Eugenio Derbez (Comediante y Actor)
- Rey Ruiz (Cantante)
- Adriana Vargas (Presentadora  y periodista)
- Variel Sánchez (Actor)
- El Charrito Negro (Cantante)
- Gusi (Cantautor)
- Marta Restrepo (Actriz)
- Alejandra Sandoval (Actriz)
- José Gabriel Ortiz (Presentador)
- Los K Morales (Dúo Musical)
- Juan Carlos Arango (Actor)
- Amparo Conde (Actriz)
- Andrea Serna (Presentadora)
- Jorge Alfredo Vargas (Periodista y Presentador)
- Heriberto Sandoval (Humorista)
- Bibiana Navas (Actriz)
- Karol G (Cantante)
- Álex Ubago (Cantante)
- Darío Arizmendi (Periodista)
- Fernando Rojas (Actor y Titiritero)
- Mónica Hernández (Presentadora)
- Julio Correal (Actor)
- Lina Tejeiro (Actriz)
- Catherine Sánchez (Empresaria y Reina de Belleza)
- Las Hermanitas Calle (Dúo Musical)
- Sandra Posada (Periodista)
- Gloria Estefan (Cantautora)

### Programas
En general su historia es contada por sus integrantes que conforman dicho programa.
- El show de las estrellas (Programa musical)
- Sábados Felices (Programa de comedia)
- Día a Día (Programa de Entretenimiento)
- Voz Populi (Programa Radial)
- La Luciérnaga (Programa Radial)
- Séptimo Día (Programa periodístico)